# Sisavang Vong
Sisavang Vong (ur. 14 lipca 1885 w Luang Prabang, zm. 29 października 1959 tamże) – król Luang Prabang od 26 marca 1904 do 27 sierpnia 1946, król Laosu od 23 kwietnia 1946 do 20 października 1959; syn króla Zakarine, władcy Luang Prabang i królowej Thongsy; abdykował na rzecz syna Savanga Vatthany z powodu choroby.